# 간문맥전신단락증
간문맥전신단락증(영어: portosystemic shunt)은 비정 상적으로 생긴 혈관 때문에 피가 간을 통과하지 않아 생기는 질병이다. 선천적으로나 후천적으로 생길 수 있다. 간은 혈액에 포함된 불순물과 독소를 제거하는 역할을 하는데, 간문맥전신단락증에 걸리면 간이 제 기능을 하지 못해 간성 뇌증 등의 증상이 생긴다.
개와 고양이는 유전적으로 간문맥전신단락증을 타고나는 경우가 있다. 발병률은 품종마다 다르다.